# Додарция
Додарция, или Додартия (лат. Dodartia) — монотипный род травянистых растений семейства Мазусовые (Mazaceae). Включает всего один вид — Додарция восточная (Dodartia orientalis).
Род назван в честь французского врача и ботаника Дени Додара (1634—1707).

## Описание

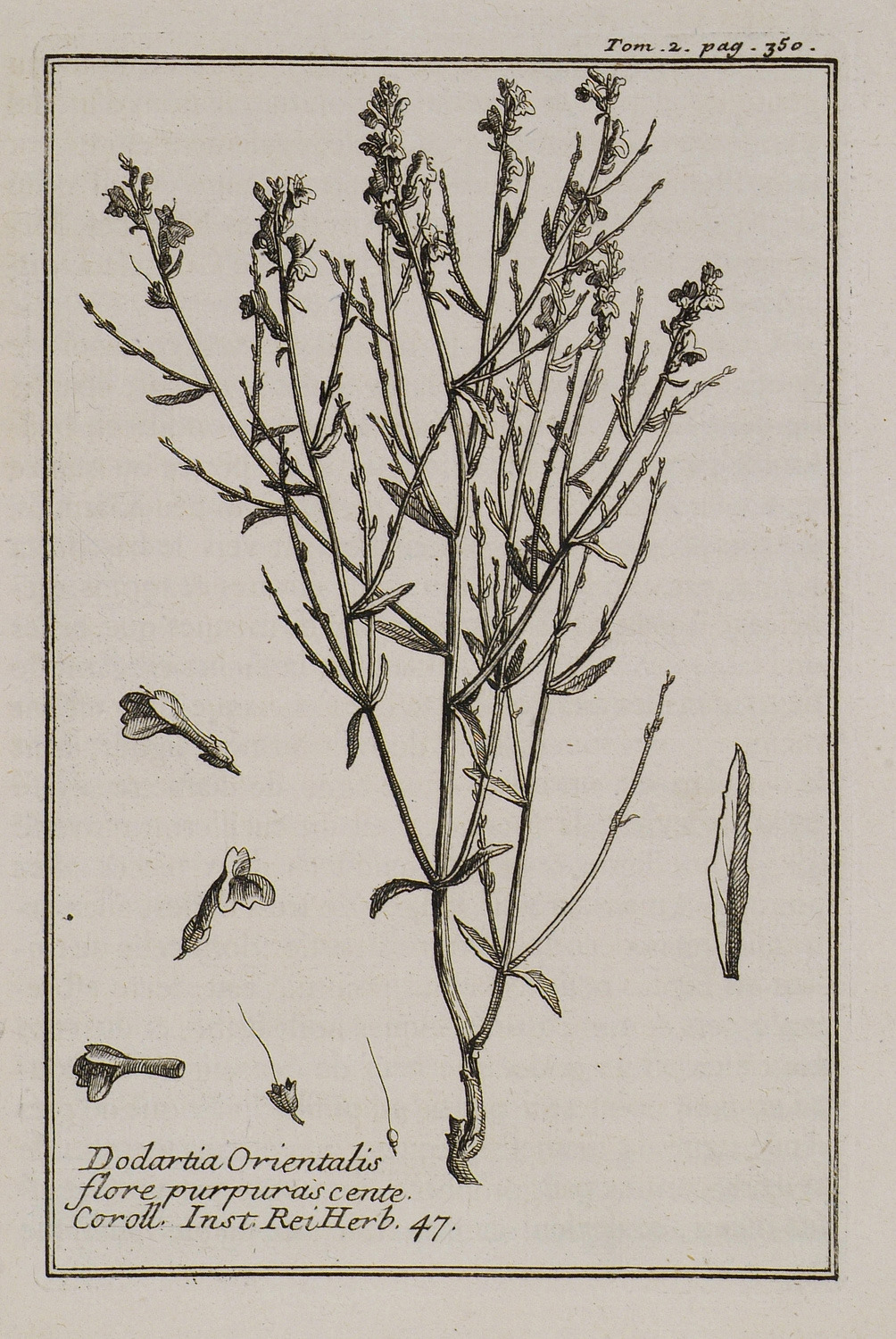
Dodartia Orientalis flore purpuras cente Coroll Inst Rei herb 47 — Tournefort Joseph Pitton De

Многолетнее, ксерофитное, травянистое растение, (10) 15—50 см высотой. Корень толстый, длинный, прямой, вертикальный. Стебли прямостоячие, многочисленные, ветвистые; ветви тонкие: верхние — очередные, нижние — супротивные, длиной 1,5—4,5 см. Листья плоские, сидячие, расставленно-зубчатые, быстро опадают; нижние листья продолговатые, супротивные, 1—5 см длиной; остальные — линейно-ланцетные, очерёдные, 10 мм длиной; во время цветения растение имеет прутьевидный облик.
Цветки на коротких цветоножках по 3—7 в рыхлых кистях, 2—11 см длиной. Плод — бурая шаровидная двугнёздная коробочка. Цветёт в мае—июле

## Распространение
Встречается в степях и полупустынях юго-востока Восточной Европы, юга Западной Сибири и севера Центральной Азии, на территории Ирана, Западного Китая, Монголии. Растёт на каменистых склонах и песках, солонцеватых и солончаковых степных лугах, по долинам рек, в садах и у дорог.

## Применение
Лекарственное растение.